# Франц Каменський
Франц Миха́йлович Каме́нський (пол. Franciszek Dionizy Kamieński, рос. Каменский Франц Михайлович; нар. 9 жовтня 1851, Люблін, Польща — † 16 вересня 1912, Варшава, Польща) — польський ботанік, міколог.

## Біографія
Після закінчення Варшавської реальної гімназії, вчився та працював у лабораторіях Антона де Барі (Страсбург) та Фердинанда Юліуса Кона (Вроцлав). У 1875 році отримав ступінь доктора філософії у Страсбурзі, і з 1877 року став приват-доцентом у Львівському університеті. Пізніше став викладачем ботаніки у Політехнічній Академії та Ветеринарному Інституті Львова. У 1882 році був визнаний магістром, а у 1886 — доктором ботаніки Санкт-Петербурзького університету. В цьому ж році запрошений на посаду приват-доцента Новоросійського університету. З 1888 року займав там посаду екстраординарного професора.
У 1887-88 роках був відряджений до Криму для вивчення флори Південного узбережжя. В 1889 році відправлений до Лондона для опису та роботи з колекціями Utricularia в королівських ботанічних садах в К'ю, а в 1892 році — для вивчення тих же Utricularia був направлений на Цейлон та Яву.
У 1881-82 роках, при вивченні безхлорофільної рослини Monotropa hypopitys, вперше описав мікоризу (Les organes végétatifs de Monotropa hypopitys L. (Mémoires de la Société nat. des Sciences naturelles et mathém. de Cherbourg, 1882)).

## Важливіші праці
- Zur Keimungsgeschihte der Choren (Botanische Zeitung, разом з де-Барі, 1875)
- Vergleichende Untersuchung über die Entwickelungsgeschichte der Utricularien (разом з де-Барі, 1877)
- Дослідження з розвитку та росту пухирників, Utricularia (Звіт Краківської академії, 1876) (пол.)
- Про географічне поширення рослин Elodea canadensis (Звіти фізіографічної комісії Краківської академії, 1879) (пол.)
- Vergleichende Anatomie, der Prunulaceae (Abhandlungen der Natur. Ges. zu Halle, 1878)
- Les organes végétatifs de Monotropa hypopitys L. (Mémoires de la Société nat. des Sciences naturelles et mathém. de Cherbourg, 1882)
- Neue und unbeschriebene Arten der Gattung Utricularia (Berichte der deutscher bot. Ges. in Berlin, 1894)
- Материалы для морфологии и биологии Monotropa hipopitys L. и некоторых других сапрофитов (Записки Новоросс. общ. естествоиспытателей, 1883)
- Характеристика родов, составляющих сем. Lentibulariaceae (Записки Новоросс. общ. естествоиспытателей, 1890)
- О так назыв. пузырчатой микоризе (Труды СПб. общ. естествоиспытателей, 1885)
- О грибных болезнях винограда (Одеса, 1888)
- О явлениях симбиоза в растительном царстве (Одеса, 1891)